# X–32
A Boeing X–32 szuperszonikus, helyből felszálló technológiai demonstrátor repülőgép, melyet az Egyesült Államokban fejlesztettek ki a JSF (Joint Strike Fighter, Közös Támadóvadász) programra, melynek célja az F–16, az F/A–18 és a Harrier repülőgépek váltótípusának kifejlesztése. A program győztese a konkurens X–35 prototípus lett.